# Кадар, Флора
Флора Кадар (венг.  Kádár Flóra, 4 августа 1928, Будапешт — 3 января 2003, Будапешт) — венгерская актриса театра и кино.

## Биография

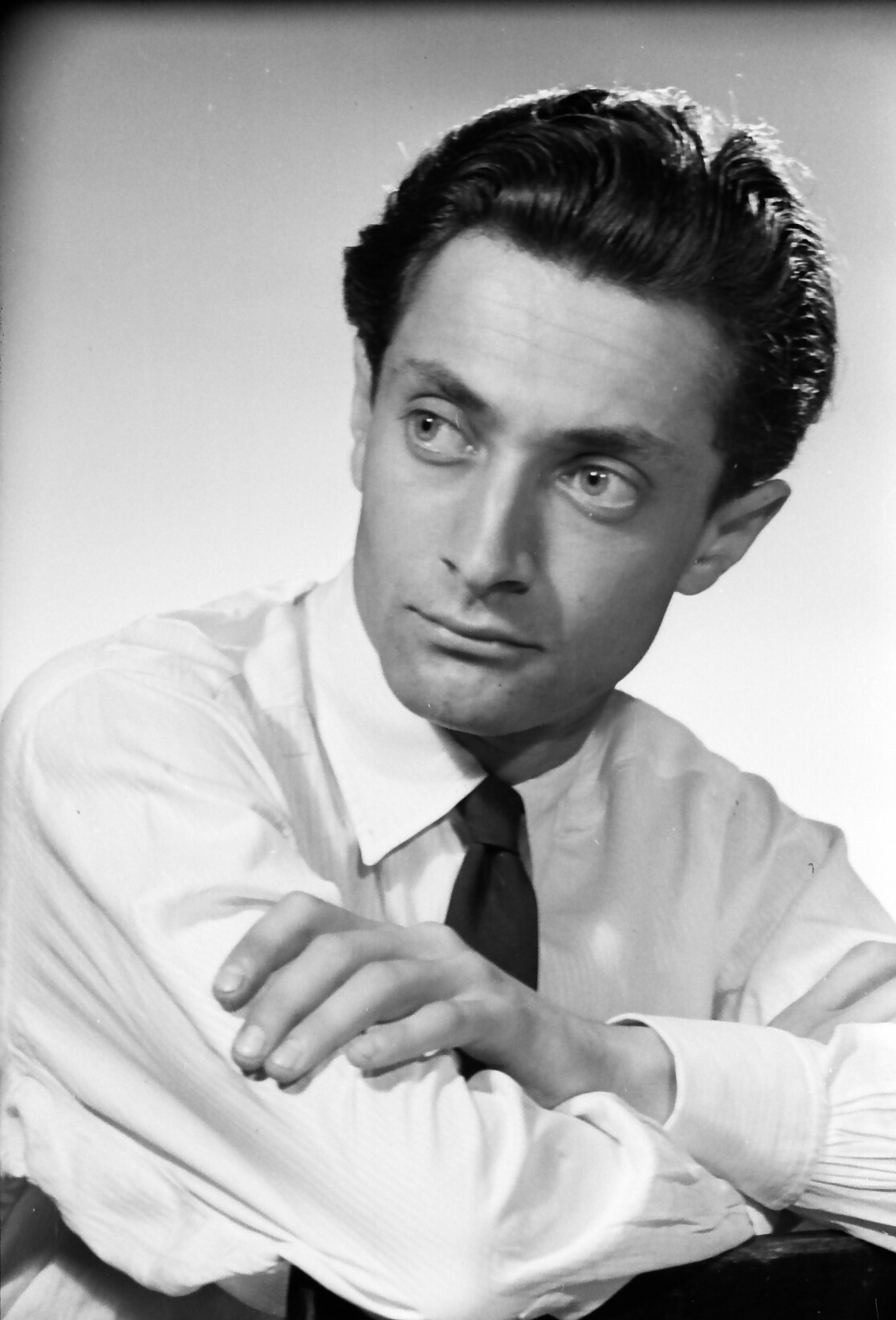
Eё муж Петер Фишер

В 1953 году заканчивает Высшую школу театра и кино. Вышла замуж за Петерa Фишерa. Приняла участие более чем в 75 фильмах начиная с 1953 года. Последний фильм был снят в 1999 году.

## Избранная фильмография
- 1953 — С юным сердцем / Ifjú szívvel (режиссёр: Мартон Келети) — Рожи
- 1956 — Карусель / Körhinta (режиссёр: Золтан Фабри)
- 1970 — Фильм о любви / Szerelmesfilm (режиссёр: Иштван Сабо) — женщина
- 1975 — Госпожа Дери, где вы? / Déryné hol van? (режиссёр: Дьюла Маар) — няня
- 1985 — Полковник Редль / Oberst Redl — сестрa Альфредa Редля
- 1994 — Месмер / Mesmer (режиссёр: Роджер Споттисвуд) — пациентка
- 1994 — Вкус солнечного света / A napfény íze (режиссёр: Иштван Сабо) — Хаклевa, женa Хакля